# Pseudothrips inequalis
Pseudothrips inequalis är en insektsart som först beskrevs av Beach 1896.  Pseudothrips inequalis ingår i släktet Pseudothrips och familjen smaltripsar. Inga underarter finns listade i Catalogue of Life.